# Sociální fotografie

Dorothea Lange: Nezaměstnaný muž před obchodem, Velká hospodářská krize, San Francisco, Kalifornie, 1935

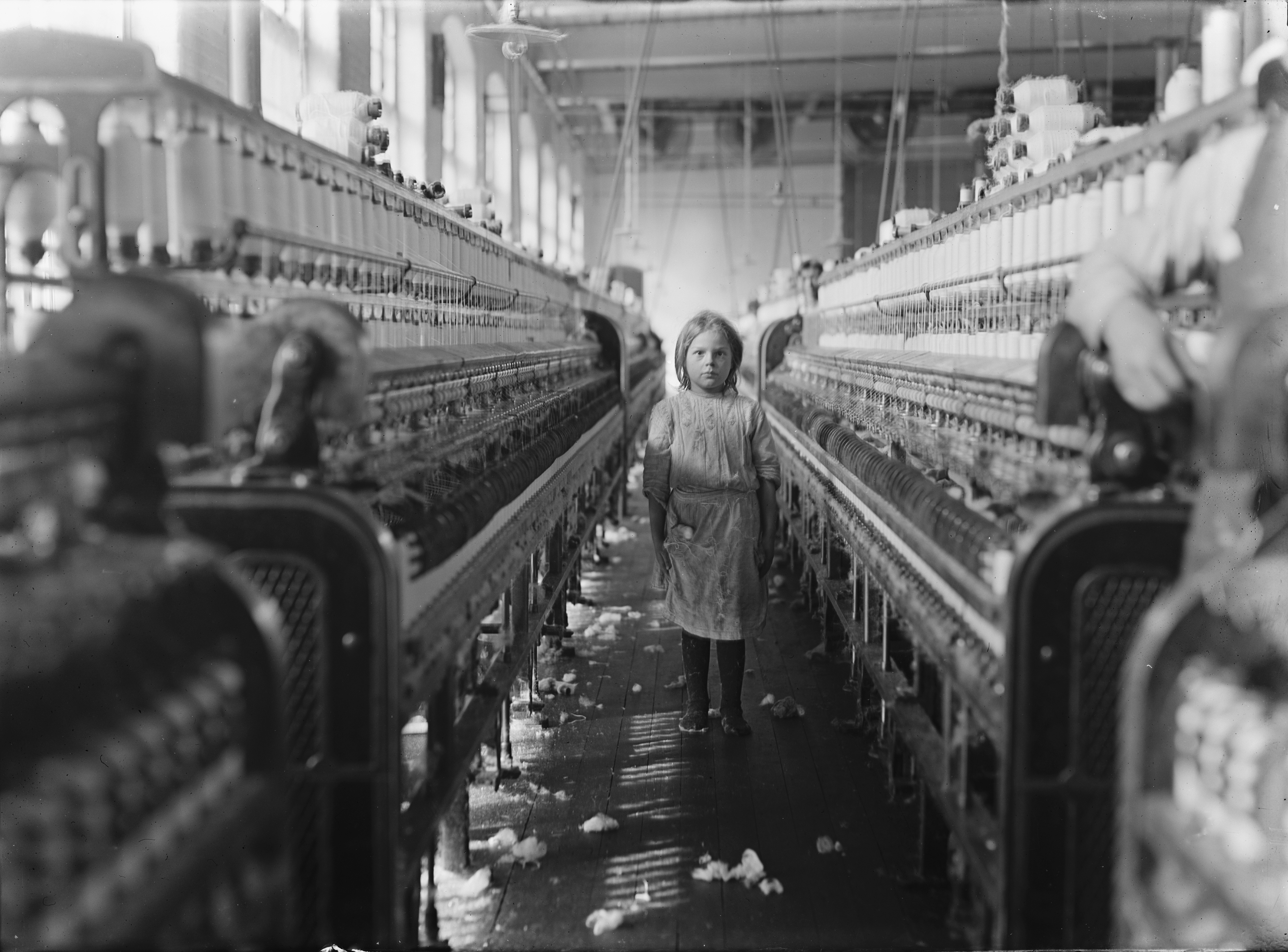
Lewis Hine: Malá přadlena v přádelně, Jižní Karolína, dokumentace dětské práce, 1908

Sociální fotografie, sociálně dokumentární fotografie nebo sociální dokument je forma fotografie, ve které jsou hlavním motivem lidé a jejich sociální postavení. Často – ale ne vždy – zobrazuje nedobré věci ze života nebo historie. Někdy se s její pomocí jedná o kritiku společnosti, která se zaměřuje na životní situace sociálně slabých či znevýhodněných lidí. Atmosféra na snímku je o událostech a okolnostech, které působí na diváka emotivně.
Prvky sociálně dokumentární fotografie přesahují do dalších oblastí. Je to například válečná fotografie, která odsuzuje válku, válečná neštěstí a utrpení. Další forma fotografie se formovala v prostředí různých sociálních hnutí a poukazovala na určité okolnosti. Například na politické události v roce 1968, snaží se například o zlepšení životního prostředí, protestuje proti jaderným elektrárnám, sportovním kláním a podobně. Fotožurnalismus má často zájem o sociální otázky, ale není chápán v jako společensky angažovaný dokumentarismus, protože většina reportáží vznikala v důsledku jednorázových zakázek. Různé styly pouliční fotografie zahrnuje veřejnou sféru, život na ulicích, v obchodech či kavárnách, zkoumá společenské skupiny nebo jednotlivce, ve formě momentky, ale také jako eseje, série nebo studie prostředí. Všechny tyto žánry mají za úkol dokumentovat, angažovat, kritizovat, zvyšovat povědomí o sociální nespravedlnosti nebo nabádat diváka k činu.
Typicky se zobrazuje horší stránka společnosti. Na fotografiích může být například lidská osamělost, prázdnota, neštěstí, nemoc, jednoduchost nebo hloupost. Často se používá černobílá technika, ale nic nebrání použít barevný materiál. Přesto může sociální fotografie zobrazovat i radosti.
Duchovním otcem sociální dokumentární fotografie je Lewis Hine, mezi ženami patří přední místo Dorotě Langeové.

## Historie

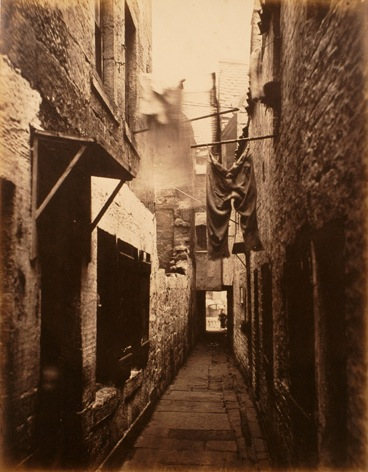
Thomas Annan: Slum v Glasgowě, Skotsko, 1871

Život nižších společenských tříd byl předmětem fotografie již v 19. století. Henry Mayhew a John Brinny publikovali knihu London Labour And The London Poor (Práce a chudoba v Londýně), která se věnovala londýnské dělnické třídě. Pro lepší ilustraci skupiny byly přiloženy fotografie. Skotský fotograf Thomas Annan vydal dílo Photographs of the Old Closes and Streets of Glasgow 1868–77 (Fotografie starých ulic a uliček v Glasgowě 1868-77), ve kterém dokumentoval městskou situaci ve slumech v Glasgowě. Dalším anglickým příkladem je knížka Street Life in London (Pouliční život v Londýně) Smitha a Thompsona, vydaná v roce 1877, která též dokumentuje společenský život. V Anglii pravděpodobně byly v té době nejvhodnější podmínky (industrializace a související důsledky) pro zrození sociální dokumentární fotografie.
Ve Spojených státech amerických se ve fotografii lidí na okraji společnosti na přelomu století angažovali dva vynikající autoři: Jacob Riis a Lewis Hine. Fotoaparát využívali jako nástroj obžaloby proti sociální nespravedlnosti. Jacob Riis zdokumentoval v roce 1890 životní podmínky lidí bez práce a bez domova v New Yorku (How The Other Half Lives, Jak žije druhá polovina). Dalším problémem pro něj byl osud přistěhovalců, z nichž mnozí žili v extrémní chudobě v newyorských slumech. Riis jasně stranil lidem, které fotografoval, a apeloval svým dílem na sociální svědomí společnosti. Totéž platilo pro Lewise Hineho, který také upozorňoval na situaci přistěhovalců a jako fotograf společnosti National Child Labor (Národní výbor dětské práce) na počátku 20. století dokumentoval dětskou práci. Oba fotografové se svou prací měli politický vliv. Riisova angažovanost k lidem v okolí Bend Mulberry Street vedla k odstranění celé ulice, která byla skrýší zločinců. Místo ní se postavily školy, park a obytný dům. Práce Lewise Hina vyústila v zákonu, který zakazoval dětskou práci, který však byl krátce nato v důsledku vstupu Spojených států do první světové války opět zrušen.

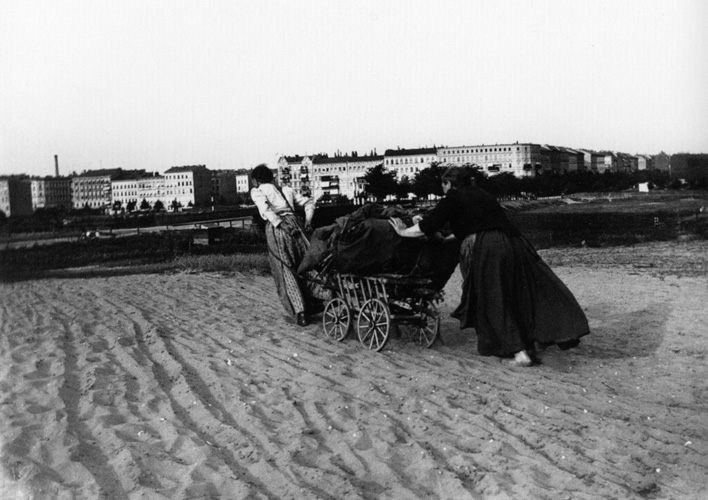
Heinrich Zille: Sběrači dřeva, 1898

Německý malíř a fotograf Heinrich Zille se na přelomu století (1890–1910) věnoval fotografické dokumentaci všedního života v Berlíně. Nešlo o zacílení na sociální kritiku, ale do značné míry dokumentoval životy chudých a lidí na okraji společnosti (doplňující názvy: Ševcovská dílna, Spící bezdomovec, Charlottenburg – sběračka klestí, Žena s kočárkem naloženým dřevem, Podomní obchodník se psím spřežením, hodně snímků zobrazuje pochmurnost berlínských dělnických čtvrtí).

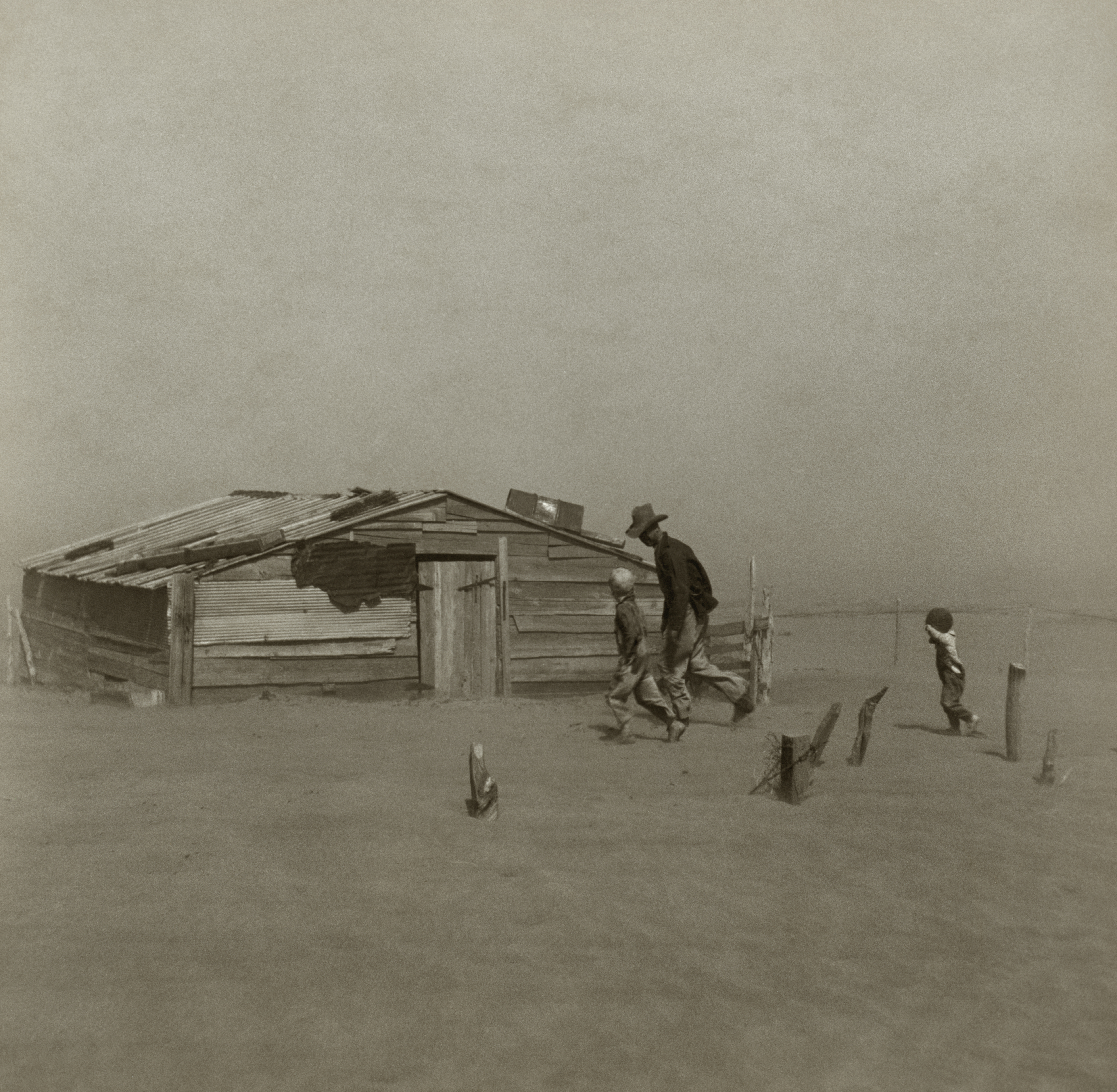
Arthur Rothstein: Farmář se syny čelí písečné bouři, Cimarron County, Oklahoma, USA, 1936

Roy E. Stryker zachytával americkou tradici opět během poloviny 30. let 20. století pro společnost Farm Security Administration. FSA, založená v roce 1935 jako „Resettlement Administration“ (Správní úřad pro znovuosídlení), byla instituce americké vlády, která měla na starosti ohroženou existenci chudých zemědělců v souvislosti s "kolapsem" amerického zemědělství. Starala se například o finanční úvěry nebo nabízela školení. Stryker, původně profesor ekonomie, byl vedoucím oddělení pro styk s veřejností ve FSA, sám fotografoval a inicioval fotografický dokumentární projekt FSA.
Pro FSA fotografovalo několik významných fotografů z historie fotografie, jako například Walker Evans, Dorothea Lange, Arthur Rothstein a mnoho dalších. Během Velké hospodářské krize dokumentovali stylovým a působivým způsobem situaci chudých zemědělců, jejich rodiny a jejich životní a pracovní podmínky. Na konci jejich práce vznikla sbírka nejméně 130 000 snímků. Byly používány společností FSA pro práci s veřejností a také tvořily základ knihy Land of Free (Země svobody), která dlouhodobě ovlivnila veřejnost ve prospěch postavení amerických farmářů. Vznikly takové ikonické fotografie jako například Migrantka s dětmi, Allie Mae Burroughs, pachtýř Floyd Burroughs nebo Farmář se syny v písečné bouři, které jsou dodnes často publikovány. Tyto práce byly stylovou fotografickou dokumentací sociálních problémů.
V souvislosti s fotodokumentací FSA se začal používat pojem sociálně dokumentární fotografie. Roy Stryker deklaroval cíle dokumentární fotografie FSA větou: "Hlavní rozdíl mezi fotografem, který je mylně nazýván jako "piktoralista", a tím, který je stejně tak chybně nazýván dokumentaristou spočívá v tom, že ten první situaci zkrášluje nebo ji kvůli její kráse fotograficky kopíruje, zatímco snímky tomu druhému slouží jako prostředek k účelu."
Se vstupem USA do druhé světové války v prosinci 1941 však nastala změna: projekt FSA dostal jiné jméno – Office of War Informations (OWI) – a také jiný program. Ve válce musela propaganda ukazovat, jak jsou Spojené státy silné a ne jaké mají potíže. V roce 1948, kdy FSA zanikla, byla dokonce snaha pořízené dokumenty zničit, aby nemohly být použity pro propagandu komunistickou.
V Německu několik let před tím vznikala hnutí takzvané Arbeiterfotografie (dělnická fotografie). V důsledku nacistické diktatury od roku 1933 jí však nebylo dopřáno dlouhého trvání. Její protagonisté byli politicky angažovaní amatérští fotografové. Dokumentovali společenské postavení dělnické třídy a činnosti dělnického hnutí. Známým zástupcem tohoto fotografického směru v Německu byl, i když nečlen hnutí dělnické fotografie, Walter Ballhause, který v Hannoveru na počátku 30. let fotografoval nezaměstnané, válečné invalidy a proletářské děti velkoměsta.
Sociální důraz je kladen také na díla významného německého fotografa Augusta Sandera. V cyklu Lidé 20. století Sander dokumentoval sociologický pohled na německé „stavy“ své doby. Vybral příklady osob nebo skupin reprezentující různé sociální úrovně (od bezdomovce až po bankovního ředitele). Sander se snažil o co největší objektivitu – fotografoval na rozdíl od klasické sociální dokumentární fotografie bez jakéhokoliv obviňování nebo propagandistického zájmu měnit životy zobrazovaných osob.
Anglickým průkopníkem společensky angažované fotografie se stal umělec Bill Brandt. Brandt se v roce 1931 usadil v Anglii a pracoval pro několik časopisů, kterým kromě jiného poskytoval obrazové zprávy o Velké hospodářské krizi zobrazující osudy postižených osob. V roce 1936 vydal knihu The English at Home (Angličané doma), ve které ostře ztvárnil britskou třídní společnost. Při cestování do Midlandsu a severní Anglie fotografoval účinky Velké hospodářské krize. S touto prací Bill Brandt vytvořil samostatnou sociální dokumentární práci vysoké hodnoty.
Jedním z nejdůležitějších holandských fotografů zabývajících se sociální fotografií byl Ed van der Elsken.

### Sociální fotografie po roce 1945

Danny Lyon: Tři chlapci a grafiti, Brooklyn, New York, 1974, cyklus DOCUMERICA, archiv NARA

Po roce 1945 se již nemohla angažovaná, kolektivně organizovaná sociální dokumentární fotografie uchytit – až na Anglii, kde se tradice držela trochu déle. Násilnický antikomunismus McCarthyho éry označil levicovou angažovanou sociálně dokumentární fotografii jako zlou. Velcí dokumentární fotografové poválečného období, jako byli například William Eugene Smith, Diane Arbusová, Robert Frank, William Klein nebo Mary Ellen Mark byli buď osamocení bojovníci, nebo byli nuceni pracovat jako dodavatelé příběhů pro velké ilustrované časopisy (zejména Life). V důsledku hospodářské logistiky stoupajícího počtu výtisků nedostávali političtí outsideři zvenku žádný prostor. Přesto se věnovali v druhé polovině 20. století fotografové sociálním problémům. Tak dokumentoval například William Eugene Smith na konci 60. let osud obyvatel japonské rybářské vesnice Minamata, kteří v důsledku otravy rtutí těžce onemocněli a zůstala jim zdravotní postižení.
Během 70. let se v Německu zvýšilo povědomí o sociálních otázkách, které se odrazilo také ve fotografii. Názorným příkladem této společensky angažované dokumentární fotografie je skupina Rettet Eisenheim, která představovala angažmá (včetně fotografického) proti demolici hornické obce v Oberhausenu.
DOCUMERICA byl program sponzorovaný americkou Agenturou pro ochranu životního prostředí (EPA), jehož úkolem bylo pořídit „fotografický dokument subjektů z hlediska životního prostředí“ na území Spojených států během období od roku 1972 až do roku 1977. Snímky pořizovalo přibližně 70 známých fotografů, například John Vachon, Danny Lyon, Gene Daniels, David Hiser, Arthur Greenberg, Marc St. Gil, Gary Miller, Doug Wilson, Charles O'Rear, Dennis Cowals, Tomas Sennett, Anne LaBastille, Paul Sequeira, Erik Calonius nebo John H. White. Podobně jako dřívější federální fotografický projekt Farm Security Administration během Velké hospodářské krize, někteří fotografové DOCUMERICA pochopili své poslání spíše zeširoka, někdy i umělecky. Mnoho z nich zachovalo výrazný vizuální záznam o čase a místě. Některé z fotografovaných objektů jsou každodenní život v malých i velkých městech, scény přírodních krás, znečištění ovzduší a znečištění vody, průmyslu a samozřejmě také portréty lidí. Byly fotografovány oblasti jako národní parky a lesy, jezero Tahoe, Velká jezera, Aljašský ropovod, Havaj, Washington, D. C. a další města po celých Spojených státech. Projekt dokonce zahrnul i některé fotografie z Kanady, ale i z Jugoslávie a Rakouska.
Jedním z nejvýznamnějších sociálně dokumentárních fotografů současnosti je Brazilec Sebastião Salgado, který publikoval například ve svém díle Workers (1993) působivou dokumentaci industriální práce. Dalším nosným tématem jeho práce je globální fenomén migrace, který předložil v knize The Children: Refugees and Migrants (2000) a Migrations (2000) se snímky z 39 zemí. V těchto knihách zachycuje téměř nepopsatelnou bídu uprchlíků v mnoha zemích po celém světě a přispívá k sofistikovanému povědomí veřejnosti a podpoře práce společnosti UNICEF.

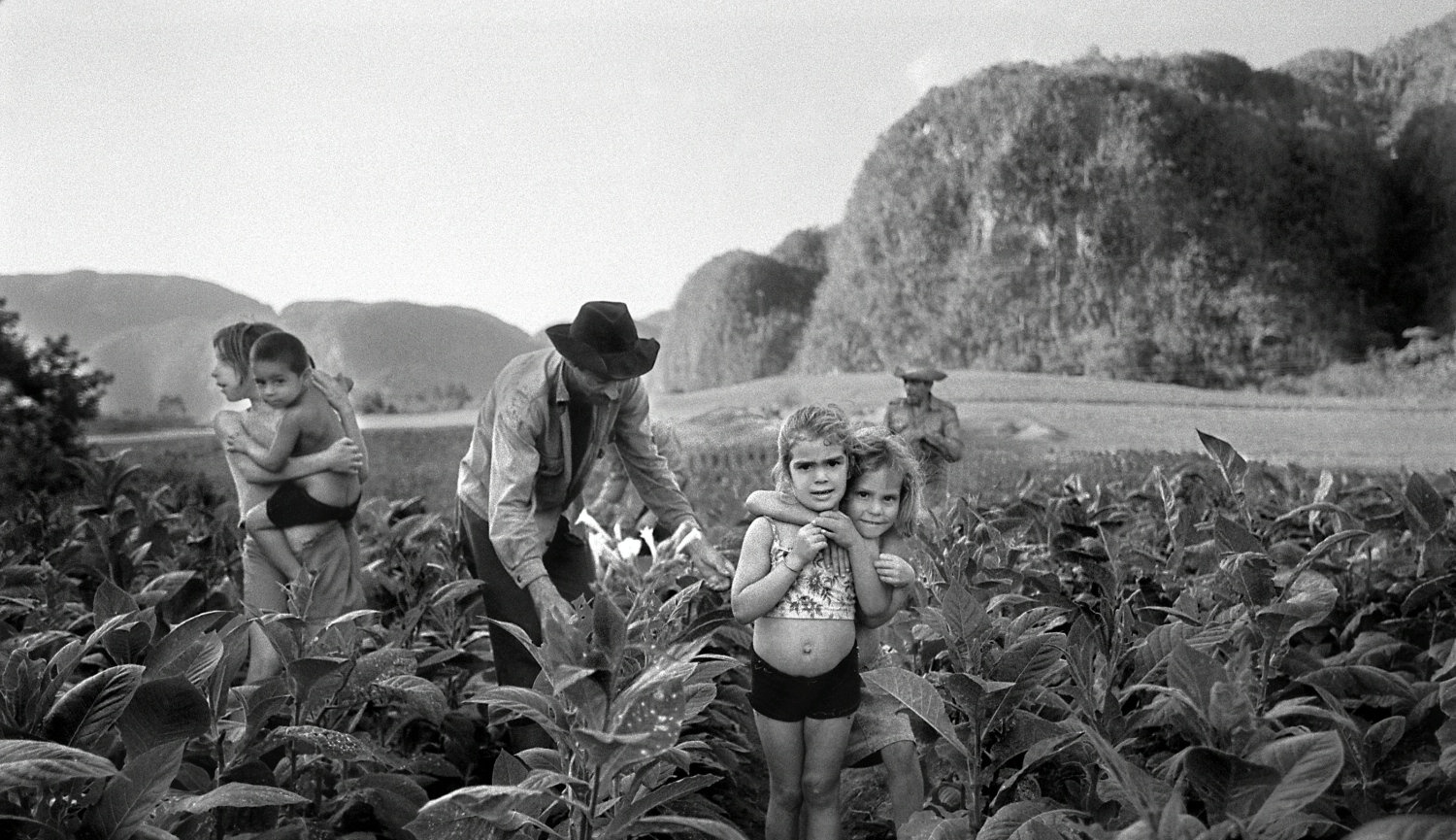
Manuel Rivera-Ortiz: Sklizeň tabáku, Valle de Viñales, Kuba, 2002

Mladším zástupcem sociální dokumentární fotografie je Manuel Rivera-Ortiz, nezávislý fotograf, který dokumentoval život lidí v rozvojových zemích. Ovlivnila jej jeho vlastní zkušenost chlapce vyrůstajícího v chudé venkovské oblasti Portorika v 70. letech 20. století; svou práci nazval svou práci Celebration of Life (Oslava života) v chudobě. Fotografoval Kubu a srovnával tamní podmínky s Portorikem svého mládí, stejně tak jako v Indii, kde dokumentoval důstojnost příslušníků kasty Dalit (Nedotknutelní), nebo podmínky života indiánské etnické skupiny Aymarů v suché oblasti Bolívie. Také publikoval pojednání o Keni, Turecku a Thajsku.
S tematikou sociálních problémů pracuje celá řada amatérských i profesionálních fotografů. V centru zájmu stále stojí chudoba, pracovní podmínky, lidé bez práce nebo bez domova. Za zmínku stojí světoznámý ukrajinský fotograf Boris Michajlov s fotografickou knihou Case History o bezdomovcích v Charkově.
V roce 2005 představilo muzeum Museum Haus v Krefeldu práci umělce Lukase Einsela pojatou v tradici konceptuálního umění – dokumentaci na téma obětí min v řadě zemí. Einsele systematicky fotografoval kromě jiného oběti nášlapných min, postižené krajiny a likvidaci min. V rozsáhlé textové části knihy dostali postižení možnost promluvit.
V létě 2009 se uskutečnila v budapešťském muzeu Ludwig-Museum přehlídka sociálně dokumentární fotografie pozdních 20. let a 30. let pod názvem Things are drawing to a crisis (Věci spějí ke krizi). Také v roce 2009 představil fotograf, kritik a kurátor Jorge Ribalta v muzeu Museu d'Art Contemporani de Barcelona výstavu pod názvem Universal Archiv o historii dokumentární fotografie v průběhu celého 20. století. V roce 2010 se v madridském Museo Reina Sofía konala velká mezinárodní výstava k historii sociálně dokumentární dělnické fotografie.

## Fotožurnalismus a lifestylové časopisy

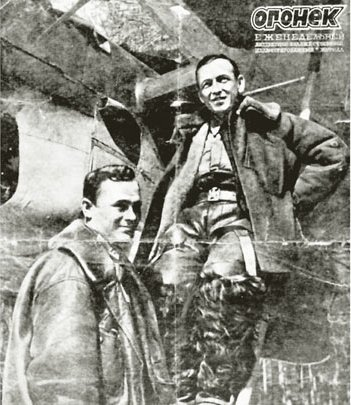
Ogoňok, 20. září 1942

Na vývoj obrazového myšlení začaly mít od posledního desetiletí 19. století vliv fotografie v tisku, které ovlivňovaly široký počet lidí. Pro psychologii tehdejšího čtenáře bylo příznačné, že věřil v dokumentárnost tehdejších fotografií. Začínala se rozvíjet politicky angažovaná fotografie s vlastními periodiky. Například ruská skupina Okťabr založená Alexandrem Rodčenkem viděla smysl angažované fotografie
v propagaci, výchově a v neposlední řadě agitaci s určenými cíli. Vynikají také práce fotografů Arkadije Šajcheta a Maxe Alperta. Vznikla celá řada časopisů, například Ogoňok nebo SSSR na strojke.
Fotografický fejeton se sociální tematikou však nevznikal jen v socialistickém Rusku. V Německu vycházely komunistické noviny Arbeiter Illustrierte Zeitung, ve kterých sovětští fotografové Alpert a Šajchet otiskli na počátku 30. let svou nejznámější práci Rodina Filippových – 52 fotografií vyprávělo příběh dělníka a jeho rodiny. Reportáž se setkala s velkým ohlasem v Německu i dalších evropských zemích. Vedle významné společenské role sehrála důležitou roli jako první významné dílo, které dokázalo rovnocennost a velké potenciální možnosti vícezáběrových reportáží, sérií a fotofejetonů. Na základě poptávky společnosti vzniklo periodikum Der Arbeiter-Fotograf, ve kterém dělničtí fotografové používali fotografii pro převyprávění příběhu se sociální kritikou. V Americe inicioval vznik periodik velký zájem veřejnosti o vizuálně zobrazované události. V roce 1936 vznikl časopis Life jako obrazový protipól časopisu Time, ve kterém publikovali především fotografové FSA.
V meziválečném Československu vznikl týdeník Světozor, sociálně kritickou fotografii prosazovala především skupina Levé fronty (sekce Film-foto) okolo Lubomíra Linharta.
| „                    | Díky lifestylovým časopisům se fotografie stala vedle literatury nejdemokratičtějším médiem. K pochopení fotografií nebylo nikdy potřeba číst, a tak se stávaly rychlým prostředkem ke sdělení informací. Tuto funkci plní tento druh média prakticky dodnes. | “ |
| — David Šponar, 2008 | |   |

## České země

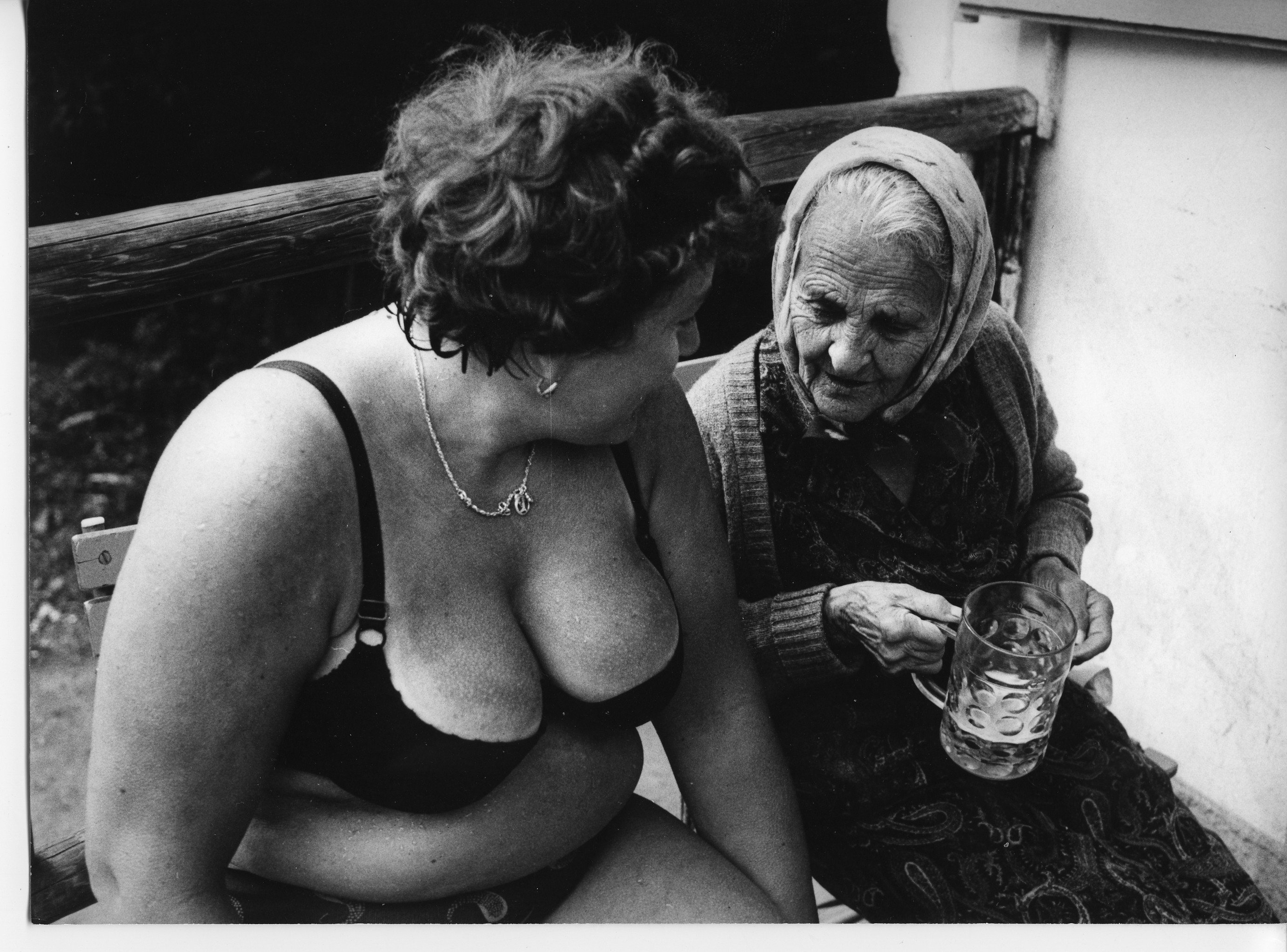
František Dostál: Fotografie ze souboru Letní lidé, 1968–1990

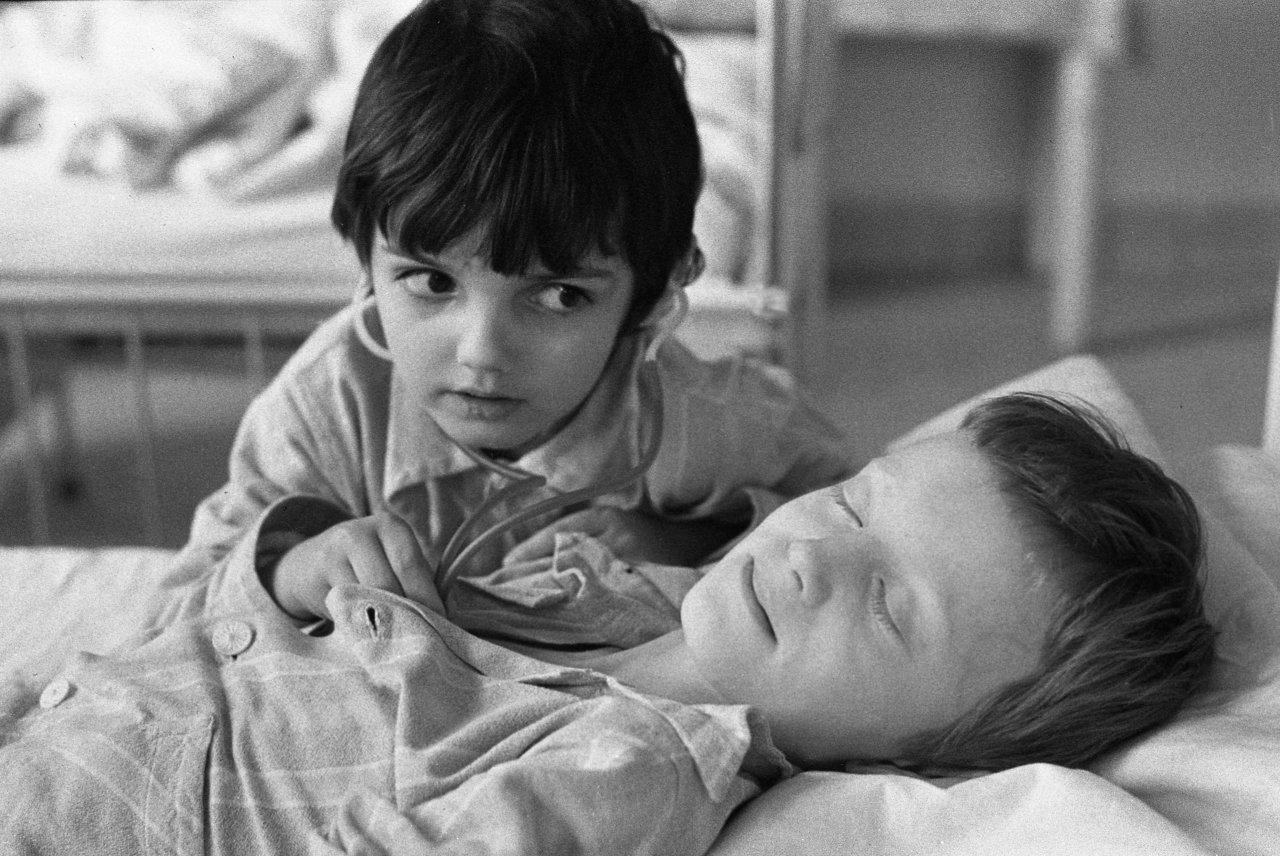
Alena Vykulilová: Z cyklu Dětská nemocnice, 1976–8

V meziválečném Československu 30. let se sociální fotografie ujali tehdejší levicoví fotografové. Mezi jinými to byli: Karol Aufricht, Irena Blühová, Karel Hájek, Ján Halász, Tibor Honty, Josef Kubín, Ilja Jozef Marko, Sergej Protopopov, Oldřich Straka, Viliam Tóth nebo Josef Zeman. Zobrazovali lidi v krizi, bez práce a na ulici, do té doby jen hezké obrázky dostávaly politický podtext. Autoři se mohli rozhodnout, zda dají své umění do služeb propagandy. S příchodem komunismu, který se sociální fotografie ujal, však tento žánr přišel o většinu své autentičnosti.
Josef Koudelka v roce 1968 dokumentoval invazi vojsk Varšavské smlouvy do Prahy. Mezi jeho pilotní projekty patřily Gypsies (Cikáni, 1975) a Exiles (Exily, 1988).
Jindřich Štreit se zaměřuje na dokumentování života na venkově a obyvatele českých vesnic, portrétování a fotografování romského života. Od roku 1991 pracuje na dokumentárních projektech ve Francii, Anglii, Brazílii, Moldávii, Rakousku, Německu, Japonsku, Číně, Maďarsku, Rusku (Burjatsko, Krasnodarský kraj, Ingušsko, Čečensko), ale také v České republice (Ženská věznice, Břevnovský klášter, Lidé olomouckého okresu, Lidé Mikulovska, Cesta ke svobodě, Lidé Třineckých železáren, Mezi námi, Za oponou, Spolu, Cesty života, Lidé mého kraje – Bruntálsko, Ocelový svět, Tichá nemoc, Vítkovice, Hledat anděla, Lidé Vítkovska). Na Institutu tvůrčí fotografie Slezské univerzity se podílí na vedení několika studentských projektů (Lidé Hlučínska, Náš svět, Zlín a jeho lidé, Dobrovolně, Opava na prahu 3. tisíciletí, Dopravní podnik Olomouc).
Antonín Kratochvíl jako žurnalista pracoval na místech válečných konfliktů, zaznamenával genocidu v Zaire a Rwandě, utečence v Bosně i v Afghánistánu, oběti epidemie AIDS v Zimbabwe a pašeráky drog v Guatemale. V posledních letech se věnuje mizející přírodě a kulturám. V polovině sedmdesátých let se vydal do východního bloku a dvacet let zachycoval život za železnou oponou i život po jejím pádu. V prosinci 1997 o tom vydal knihu "Broken Dream: Twenty Years of War in Eastern Europe".
Jaromír Čejka
Viktor Kolář se od roku 1960 soustavně věnuje jednomu tématu, svému rodišti – Ostravě. Diváci mohou hluboko nahlížet do života obyčejných lidí a vidět život takový, jaký zde doopravdy je. Bez nadsázky zobrazuje konfrontaci místních obyvatel s každodenní realitou, která často není příliš radostná. Z autorových fotografií je cítit jeho láska k rodnému městu a lidem.
Alena Vykulilová se zaměřuje na sociální dokument v cyklech z nemocničního prostředí ze sedmdesátých let. V souboru fotografií z nemocničního prostředí objevíme hlubší ponor do časů již zmizelých, a přesto je z nich cítit nefalšovaná dětská radost, stejně tak bolest, ale také přání hrát si, třeba i na lékaře. V současnosti autorka postihuje změny a kvas ve společnosti reportážní formou, která má v sobě cosi ze zachycování konzumního stylu žití.
Z amatérských fotografů se sociálnímu dokumentu věnuje František Dostál, jehož nejslavnějším souborem jsou Letní lidé, který vytvořil mezi roky 1968–1990 ve Zlenicích na řece Sázavě. Nafotografoval obrazovou sondu do života trampské společnosti, zachycoval lidi ve zdánlivě obyčejných situacích, které však měly výrazný výtvarný a humorný náboj.
Jedním z častých námětů sociálně dokumentární fotografie jsou Romové. V Česku se jim věnovali či věnují především: Josef Koudelka, Eva Davidová, Hana Šebková, Karel Cudlín, Maria Kracíková, Vít Šimánek (autor diplomové práce o fotografii Romů), Václav Ryčl, Karel Tůma či Libuše Rudinská, na Slovensku pak zejména Tibor Huszár, Mišo Suchý a Andrej Bán.

## Charakteristika sociální dokumentární fotografie

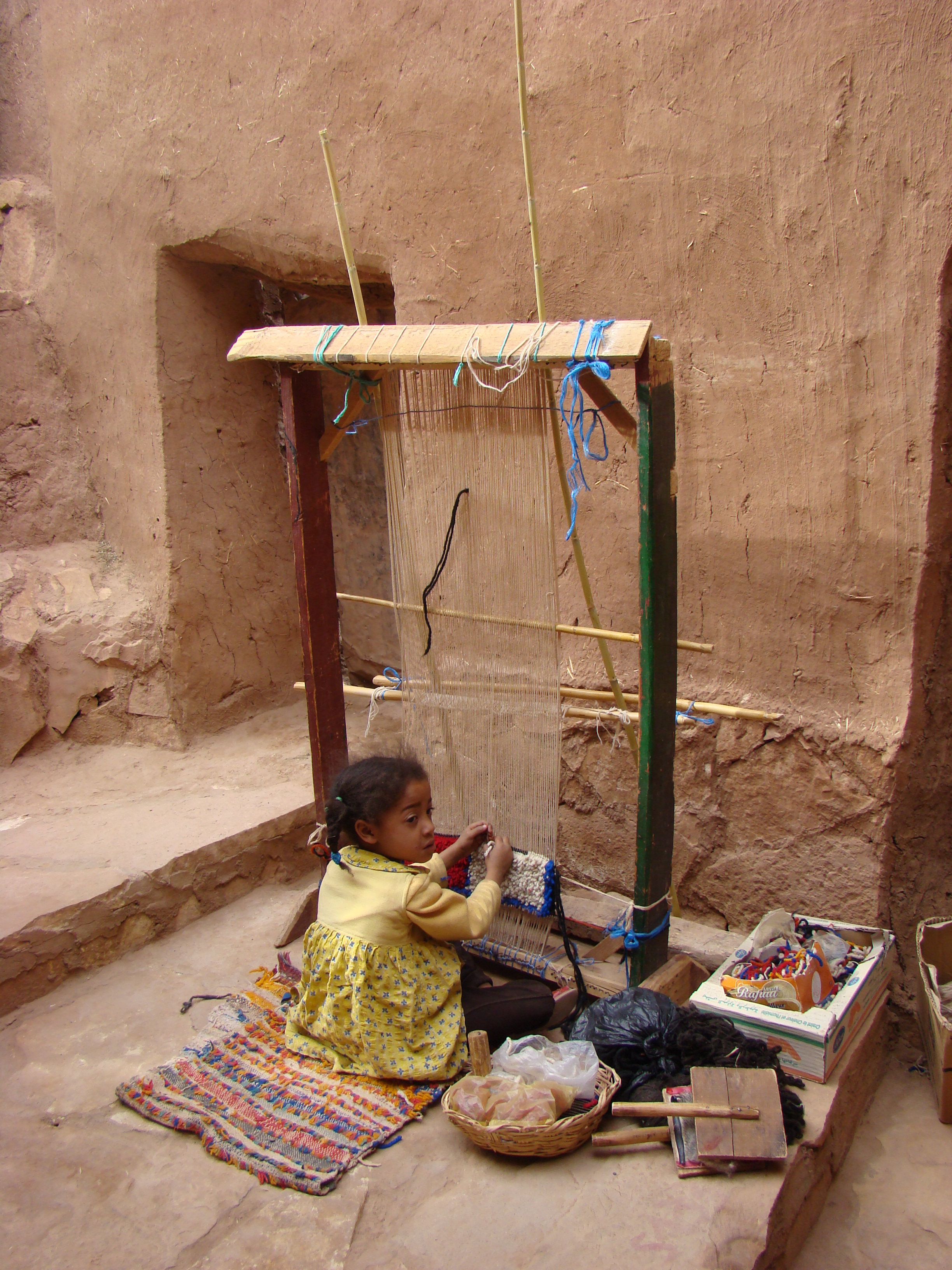
Malá přadlena v Maroku v roce 2008

Především ve 20. století se používá termín sociální dokument (nebo sociální fotografie) v kombinaci s fotografickou tradicí věnovanou tradičně sociálním skupinám, které mají sociálně-ekonomické a kulturní podobnosti. Vyzdvihuje události, které jsou vnímány jako hanebné, diskriminační, nespravedlivé nebo škodlivé pro životní a / nebo pracovní podmínky a chudobu. Takových příkladů je mnoho: dětská práce, zanedbávání dětí, bezdomovectví, chudoba společenských tříd, dětí a starých lidí, pracovní podmínky ve zlatých dolech v Brazílii, život v příměstských oblastech, chudí zemědělci, nebezpečné pracovní podmínky v průmyslu a podobně.
Úmysly fotografů se pohybovaly mezi empatickou dokumentací a konkrétním obviněním z nerovnosti. Přes všechny rozdíly v zacházení s fotoaparátem – jedno mají obrazy těchto autorů společné: chudí, sociální vyvrhelové a členové nižších tříd nejsou zobrazeny jako exotické objekty, ale jako pozorování zúčastněného. Fotografové neukazují chudobu jako na vadu na cti, ale na její vážnost. Dávají těm posledním lidem společnosti, kteří se ve statistikách objevují pouze jako anonymní kolektiv, jejich individualitu a tvář – často hrdě vzpřímené.
Sociální dokumentární fotografie není strohý, střízlivý a objektivní záznam věcí, nýbrž tendenční fotografie. Dokumentární síla snímků je spojována s touhou po politických a sociálních změnách. Sociální dokumentární fotografie je dodnes stále převážně černobílá. To má mnoho estetických důvodů, na druhé straně se objevují autoři barevných fotografií jako přímého a působivého důkazu. Z této série se vyberou nejvhodnější snímky, takzvané pracovní skupiny, které jsou určené pro zveřejnění. Vyžadují vysvětlující text, nebo alespoň název, který odkazuje na význam nebo téma.
V portrétní fotografii se vymezil pojem sociální portrét - jeho tvorbě se věnují fotografové se silným sociálním cítěním. Snímek má motivovat jedince a instituce k potřebné nápravě na snímku zobrazených nedostatků, případně křivd. Sociální portrét zahrnuje sociální postavení lidí ve společnosti od žebráků, bezdomovců, prostitutek, až po politiky, herce, sportovce nebo "horních deset tisíc". Při tvorbě sociálního portrétu je potřebná asimilace s prostředím a získání důvěry fotografových, jinak fotografování odmítnou, nebo přehnaně teatrálně pózují. Při tvorbě charakteristických portrétů se sociální tematikou je třeba k portrétovaným přistupovat velmi citlivě, protože jsou obvykle citově zranitelní.

## Sociální fotografie a umění
Od konce 70. let 20. století si všímají sociální dokumentární fotografie vedle výtvarné fotografie umělecké galerie a muzea. Luc Delahaye, Manuel Rivera-Ortiz a členové Fotografické agentury Sedm patří mezi sociální dokumentární fotografy, jejichž snímky jsou pravidelně vystavovány v galeriích a muzeích.

## Sociální práce a fotografie
S rozvojem sociální práce a sociální pedagogiky se často fotografie používá za účelem dokumentování a zvýšení povědomí o sociální nespravedlnosti. Často je také nástrojem pro stranickou sociální práci, která chce utvářet veřejnost. V této souvislosti se žánr také nazývá sociální fotografie.

## Hranice oboru a související žánry

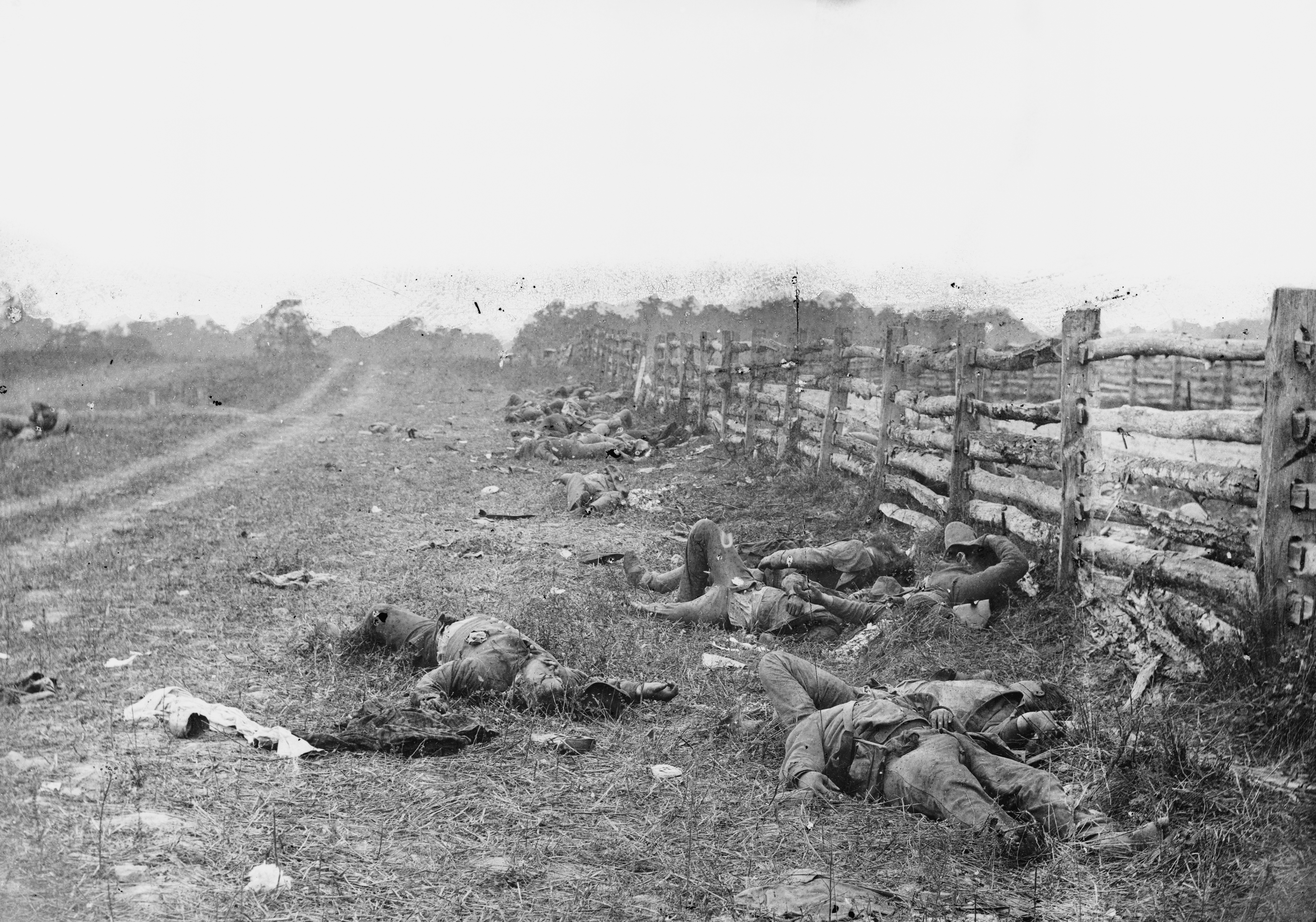
Bitevní pole Antietam, Americká občanská válka, 1862, válečná fotografie, archiv kongresové knihovny American Memory collection

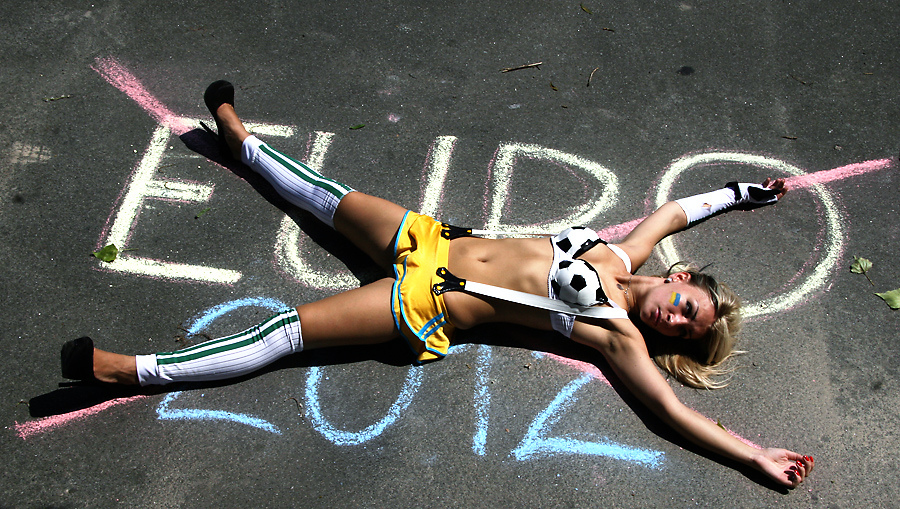
Profesionálně organizovaná skupina Femen protestuje proti konání fotbalového šampionátu pod heslem Nechceme Euro 2012; využívá k tomu profesionální modelky, vizážisty, fotografy a aranžované scény

Bez angažovaného zastávání se obětí sociální nerovnosti a společenských neduhů se věnují fotografky a fotografové také sociálním (společenským) otázkám. Jako příklad může být zmíněna Diane Arbusová a Tina Barneyová. Zatímco Arbus fotografovala zdravotně postižené a další lidi na okraji společnosti, Tině Barney se podařilo zdokumentovat život horní třídy ve státech Nové Anglie v USA.
Sociálně dokumentární ve významu tohoto slova jsou různé dokumenty ze života v určitých městech, krajinách a kulturách. Stejně různorodé jako jsou možnosti jsou také i příklady. Typickým zástupcem může zmíněn například Roman Vishniac, jehož fotografie zachytávají život Židů ve východní Evropě před dobou holokaustu.
Další žánr, který se svými postupy a výsledky blíží (je blízko) sociálně dokumentární fotografii, je označován jako etnografická fotografie (což jsou často příběhy lidí v nejistých situacích, jejich zájmy, například zanikající způsoby výroby nebo způsoby života, tradice nebo oblékání). Pozoruhodným zástupcem tohoto fotografického směru je například student manželů Becherových Martin Rosswog. Fotografoval po mnoho let systematicky zejména interiéry ve venkovských oblastech. Na snímcích tak zachytil mizející způsob života například ve Vnějších Hebridách, v Rumunsku a Rusku, ale také v německém Münsteru.
Válečná fotografie, například v podání Mathewa Bradyho, Alexandra Gardnera nebo později Roberta Capy odsuzuje svými díly americkou občanskou válku, válečná neštěstí a svým způsobem se jí připisuje přívlastek sociálně dokumentární fotografie.
V prostředí sociálních hnutí (v roce 1968, za zlepšení životního prostředí, protinukleárního hnutí a dalších) vznikala určitá forma dokumentární fotografie, jak ukazuje ve svém díle Michael Ruetz. V polovině 60. let doprovázel studentská hnutí a fotografoval symboly tohoto období.
Fotožurnalismus má často zájem o sociální otázky, ale není chápán jako společensky angažovaný dokumentarismus, protože většina z příslušných reportáží pravděpodobně vznikala v důsledku jednorázových zakázek.
Pouliční fotografie je fotografický žánr, který zahrnuje řadu fotografů a stylů. Obecně se tím míní fotografie, která zahrnuje veřejnou sféru, život na ulicích, v obchodech či kavárnách, skupiny nebo jednotlivce, často jako momentky, ale také jako eseje, série a studie prostředí.

## Současnost

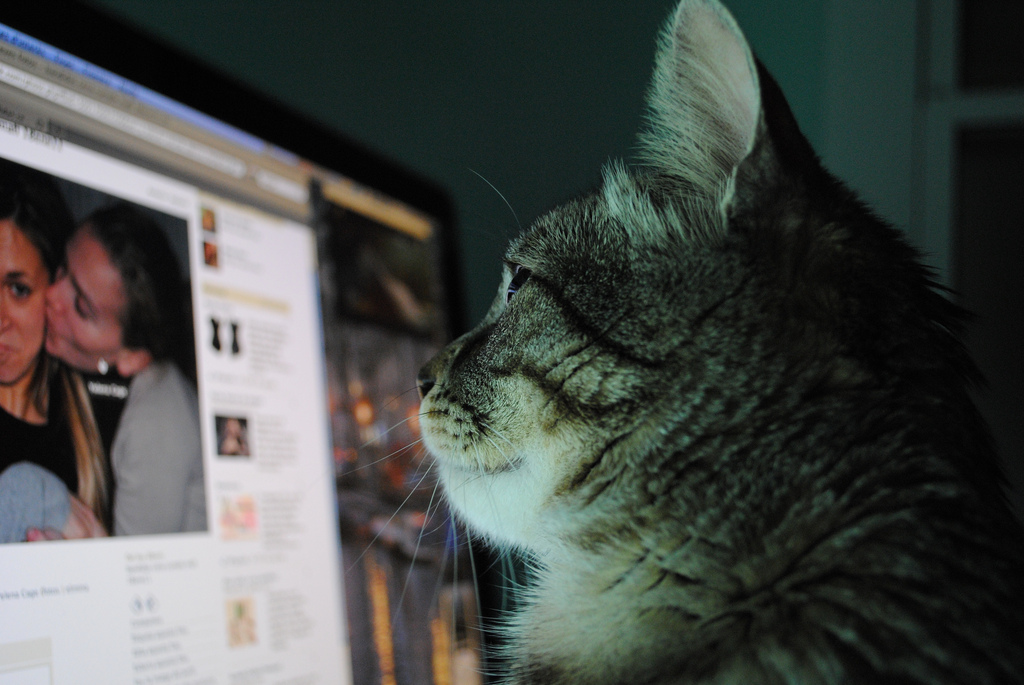
Sociální síť Facebook se sdílením fotografií

### Sociální fotografie a internet
Sociální fotografie v přeneseném novodobějším významu je podkategorií fotografie se zaměřením na technologie, spolupráci a činnost jednotlivců, kteří fotografují. Digitální fotografie, Internet a internetové stránky pro sdílení fotografií pomohly vzniknout novým nástrojům a metodám sociálních sítí zatímco spotřebitelské trendy, jako jsou flashpacking a dobrodružné cestování vedly k celosvětovému růstu sociálního propojení fotografů.
Ke sdílení sociálních fotografií na Internetu slouží také populární software Instagram. Umožňuje sdílet fotografie pořízené převážně mobilními telefony, autorům ventilovat svou kreativitu a téměř okamžitou odezvu na publikovanou fotografii. Aplikace se nesnaží konkurovat jiným sociálním službám, ba naopak umožňuje snadné sdílení fotografií na další sociální sítě jako je Facebook, Twitter, Flickr, případně na publikační služby Posterous a Tumblr.

## Galerie

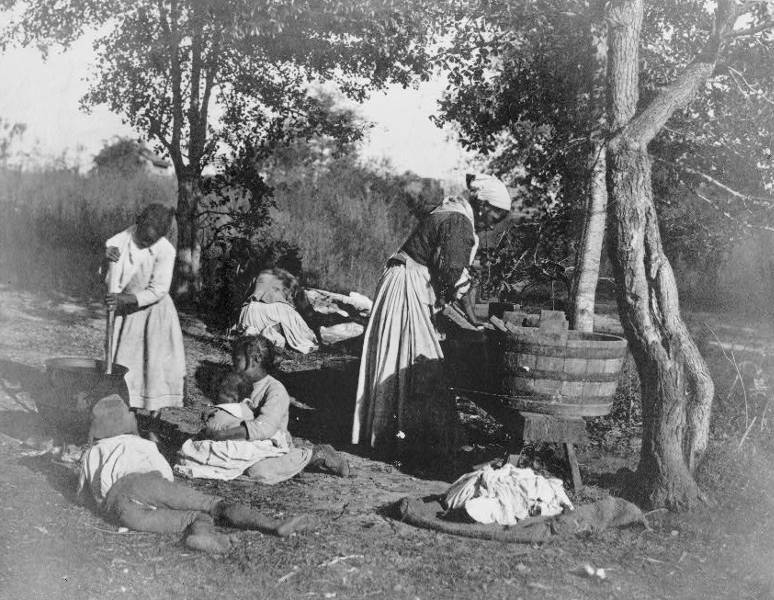
Rudolf Eickemeyer: Prací den na plantáži, 1887
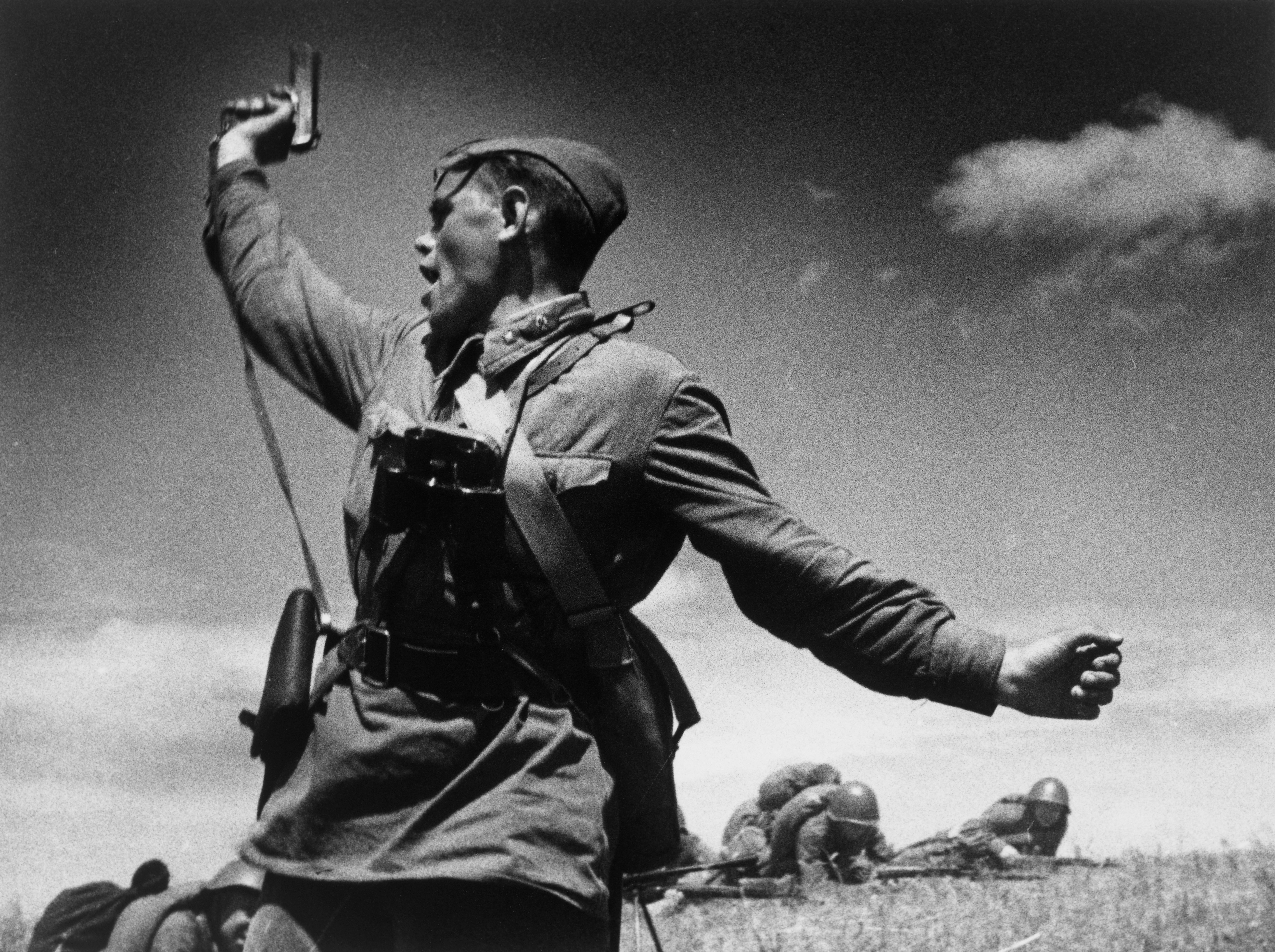
Max Alpert: Kombat, symbol Velké vlastenecké války, velitel praporu A. Jeremenko vede své vojáky do útoku, 12. června 1942, archiv RIA Novosti
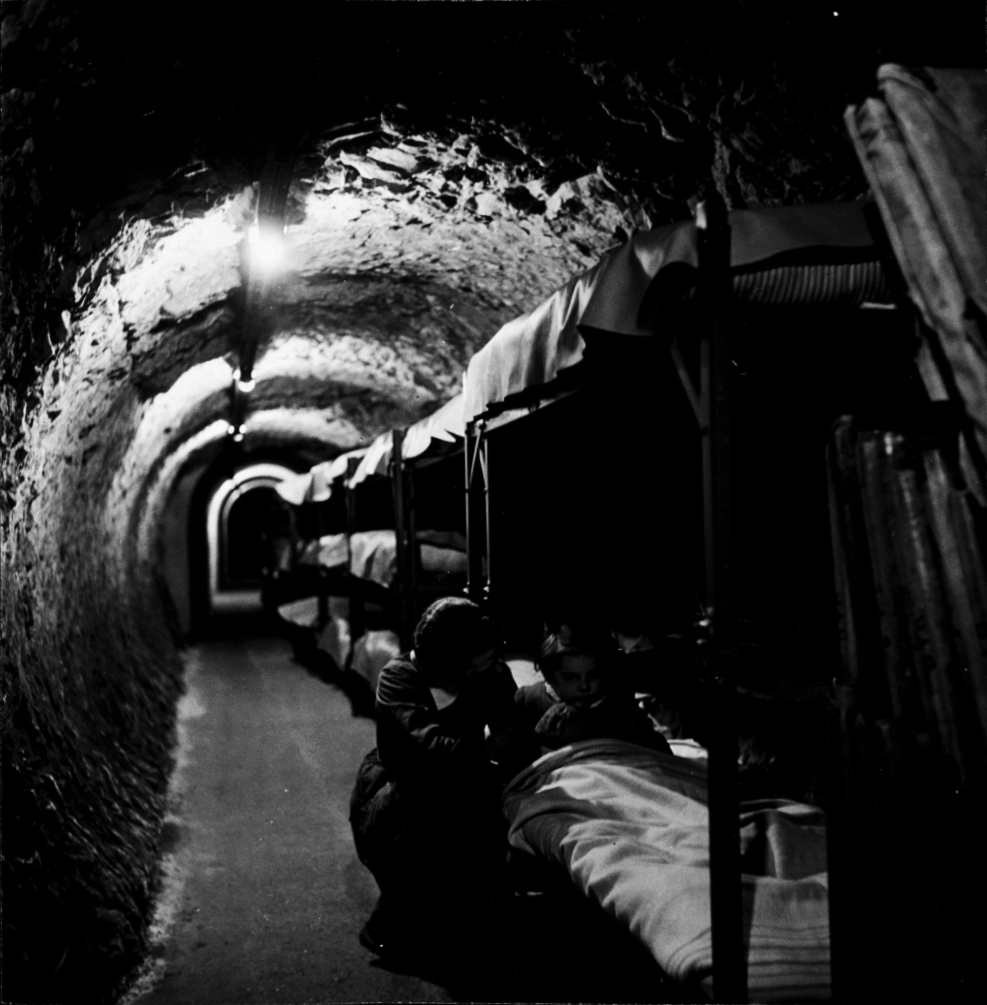
Toni Frissell: Podzemní tunel s palandami, Anglie, 1940–1945
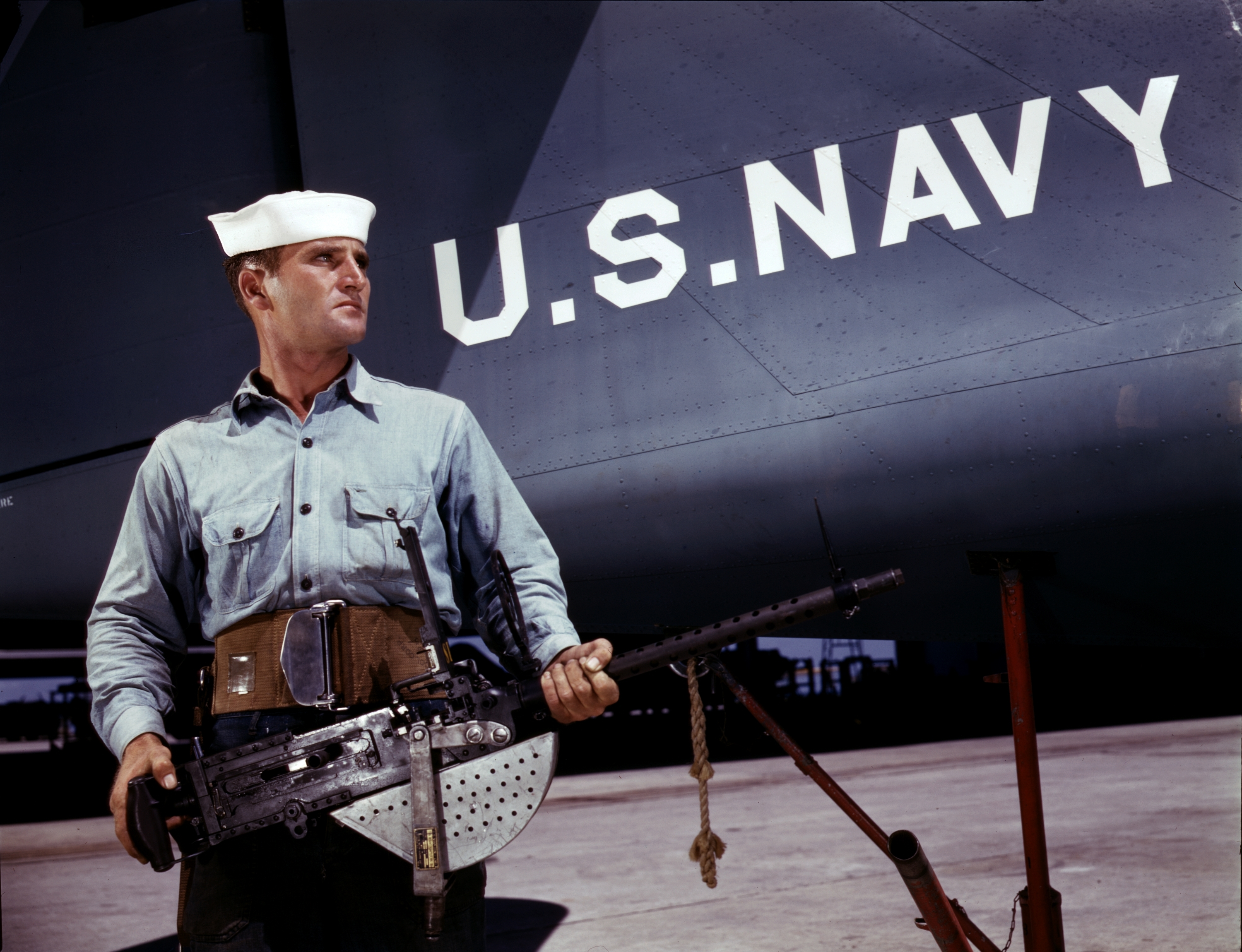
Howard R. Hollem: Po sedmi letech u US Navy, srpen 1942, fotografie pro OWI